# محوطه بیجنوند ۳
محوطه بیجنوند ۳ مربوط به کلکولیتیک (مس‌سنگی) است و در بخش مرکزی شهرستان شیروان و چرداول، دهستان شباب، روستای بیجنوند واقع شده و این اثر در تاریخ ۳۰ دی ۱۳۸۵ با شمارهٔ ثبت ۱۶۹۰۰ به عنوان یکی از آثار ملی ایران به ثبت رسیده است.